# Friedrich Schütter
Friedrich Schütter (ur. 4 stycznia 1921 w Düsseldorfie, zm. 17 września 1995 w Hamburgu) – niemiecki aktor filmowy i telewizyjny, w 1951 w Hamburgu wraz z Wolfgangiem Borchertem współzałożył Junges Theater, który w 1973 przemianowano na Ernst-Deutsch-Theater.

## Wybrana filmografia
- 1971: Tatort: Kressin und der Laster nach Lüttich jako Strauss
- 1971: Tatort: Blechschaden jako Alwin Breuke, przedsiębiorca budowlany
- 1977: Tatort: Reifezeugnis jako dr Forkmann
- 1983: Tatort: Wenn alle Brünnlein fließen jako Stadtbaurat
- 1987-90: Dziedzictwo Guldenburgów (Das Erbe der Guldenburgs) jako Kurt Kröger